# Луру-де-Бубль
Луру́-де-Бубль (фр. Louroux-de-Bouble) — коммуна во Франции, находится в регионе Овернь. Департамент коммуны — Алье. Входит в состав кантона Эбрёй. Округ коммуны — Монлюсон. Расположена на реке Бубль.
Код INSEE коммуны — 03152.

## Население
Население коммуны на 2008 год составляло 293 человека.
| 1962 | 1968 | 1975 | 1982 | 1990 | 1999 | 2008 |
| ---- | ---- | ---- | ---- | ---- | ---- | ---- |
| 278  | 403  | 339  | 303  | 268  | 283  | 293  |

## Экономика
В 2007 году среди 136 человек в трудоспособном возрасте (15—64 лет) 85 были экономически активными, 51 — неактивными (показатель активности — 62,5 %, в 1999 году было 63,7 %). Из 85 активных работали 80 человек (47 мужчин и 33 женщины), безработных было 5 (4 мужчин и 1 женщина). Среди 51 неактивных 11 человек были учениками или студентами, 20 — пенсионерами, 20 были неактивными по другим причинам.